# Матиаш Кек
Матиаш Кек (на словенски: Matjaž Kek) е бивш словенски футболист, защитник, и настоящ старши треньор на хърватския отбор Риека.

## Кариера

### Кариера като футболист
Професионалната си кариера започва в Марибор през 1980 г.
През 1985 г. преминава в Австрия и заиграва за Шпитал/Драу, а след три сезона става футболист на ГАК, където играе до 1995 година.
След това се завръща във вече независиата Словения и отново подписва договор с Марибор, където играе за четири сезона, преди да завърши кариерата си през 1999 г.

### Кариера като треньор

#### Марибор
Година след като спира с футбола, Кек става помощник в треньорския щаб на Марибор, а след сезон 2000/01 става старши треньор. Води отбора в продължение на три сезона, като през 2003 става шампион на Словения.

#### Словения
Две години след като напуска Марибор поема младежкия национален отбор на Словения до 15 и 16 години, а година след това става треньор и на мъжкия национален отбор. Именно с него са свързани най-големите му успехи като треньор. В квалификациите за Световното първенство през 2010 г. Словения попада в група с Чехия, Полша, Северна Ирландия, Словакия и Сан Марино. Въпреки че удържа четири домакински победи, словенския отбор губи борбата със Словакия за първото място, с което се озовава на бараж, където се изправя срещу Русия. В гостуването отстъпва с 1 – 2, но на реванша в Марибор печели минимална победа с 1 – 0, което се оказва достатъчно, за да изхвърли „Сборная“ от световните финали. На Мондиала в ЮАР попада в една група с Англия, САЩ и Алжир. На старта побеждава африканския отбор с 1 – 0. Във втория мач се изправя срещу САЩ, като до края на първото полувреме води с 2 – 0, но впоследствие допуска изравняване в последните минути на мача, който завършва с резултат 2 – 2. В последната среща губи с 0 – 1 от Англия, с което отпада. След като претърпява провал провал в квалификациите за Евро 2012, Кек напуска.

#### Ал-Итихад
Между 2011 и 2012 г. за кратко е треньор на Ал-Итихад (Саудитска Арабия).

#### Риека
На 27 февруари 2013 г. подписва договор с хърватския Риека. В първите си три сезона извежда отбора до второто място в хърватското първенство, а през сезони 2013/14 и 2014/15 до групите на Лига Европа. Печели и Купата и Суперкупата на Хърватия през 2014 г. През сезон 2016/17 извежда отбора до първата шампионска титла в историята му.

## Успехи

### Като футболист
Марибор
- Шампион на Словения (3): 1996/97, 1997/98, 1998/99
- Носител на Купата на Словения (2): 1996/97, 1998/99

### Като треньор
Марибор
- Шампион на Словения (3): 1999/2000, 2001/02, 2002/03

 Словения
- Участник на Световно първенство (1): 2010

 Риека
- Носител на Купата на Хърватия (1): 2013/14
- Носител на Суперкупата на Хърватия (1): 2014
- Участник в Груповата фаза на Лига Европа (2): 2013/14, 2014/15
- Шампион на Хърватия (1): 2016/17